# Jorge Gilling Cabrera
Jorge Gilling Cabrera nació el 23 de mayo de 1928 en Tampico, Tamaulipas. Hizo sus estudios básicos en la primaria "Guadalupe Victoria" de esta ciudad.
En 1943 llegó a la Ciudad de México, donde ingresó al internado del PDMU, permaneciendo allí hasta 1957. Estudió en la Secundaria n.º 4 en el Distrito Federal. En 1950 ingresa a la Universidad Nacional Autónoma de México, donde se graduó como Ingeniero químico en 1954.
Fue instructor de la escuela de reclutas, cadetes y caballería del Pentathlón Deportivo Militarizado Universitario (PDMU). Además fue nombrado undécimo comandante general del PDMU, cargo que ocupó de 1959 a 1966.
En 1965 empieza la organización y formación del centro deportivo olímpico mexicano, que concluye en 1967 para pasar a ser el primer director de dicho centro. En 1967 se responsabiliza de la organización y preparación de la delegación mexicana que participaría en la XIX olimpiada, que se efectuó en México en 1968.
En 1970 es nombrado director técnico de la delegación mexicana para los IX Juegos Deportivos Centroamericanos y el Caribe a celebrarse en Panamá en 1970. Ese mismo año deja la dirección del centro deportivo olímpico mexicano, para integrarse como secretario particular del secretario de obras públicas el ingeniero Luis Enrique Bracamontes, dando por concluida dicha actividad a finales de 1976.
En 1977 es nombrado director del Instituto Nacional del Deporte, cargo que ocupara hasta 1981. Desde 1982 hasta 1986 es director de servicios sociales, culturales y deportivos de la secretaría de comunicaciones y transporte. En 1989 es nombrado secretario general de la confederación deportiva mexicana (CODEMEN), cargo que ocupa hasta 1992. De 1993 a 1994 es coordinador general de delegados estatales de la CODEME. Es nombrado director ejecutivo de la Unión Deportiva del Distrito Federal de los años 1997 y 1998.
Es miembro del salón de la fama del fútbol americano en México, ocupando la posición de Fullback con los Osos Grises del PDMU.
El ingeniero Jorge Gilling Cabrera falleció el 11 de mayo de 2008.
- Datos: Q2836602